# Closterium

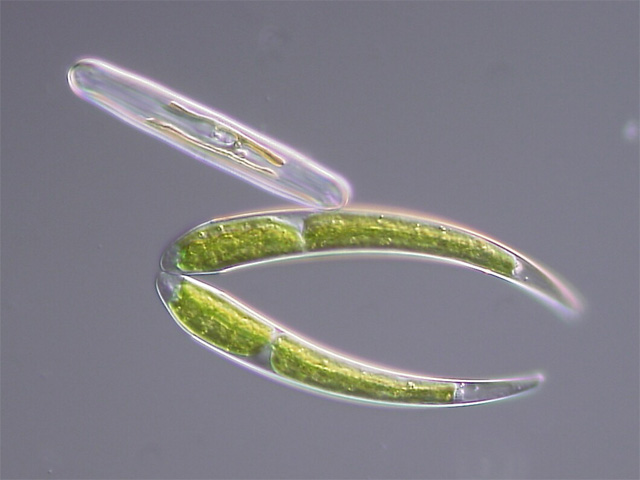
Closterium sp. während der Zellteilung (links oben ist eine Diatomee).

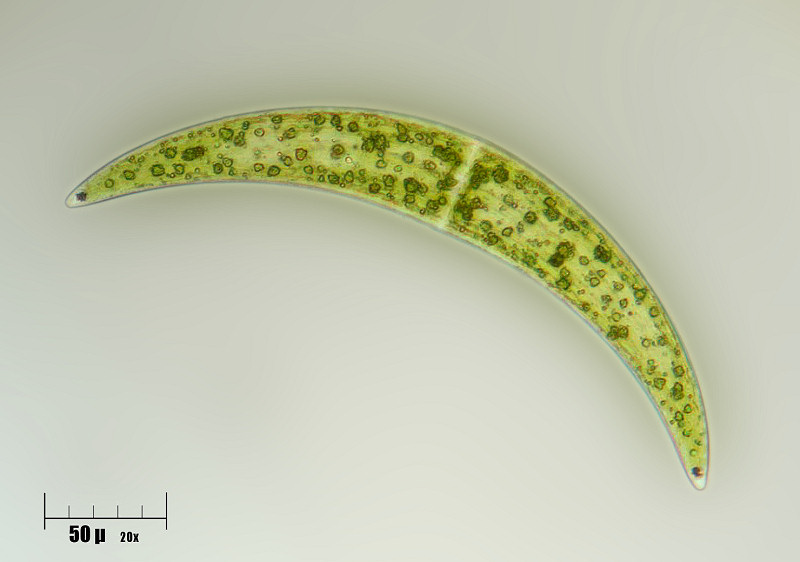
Closterium sp.

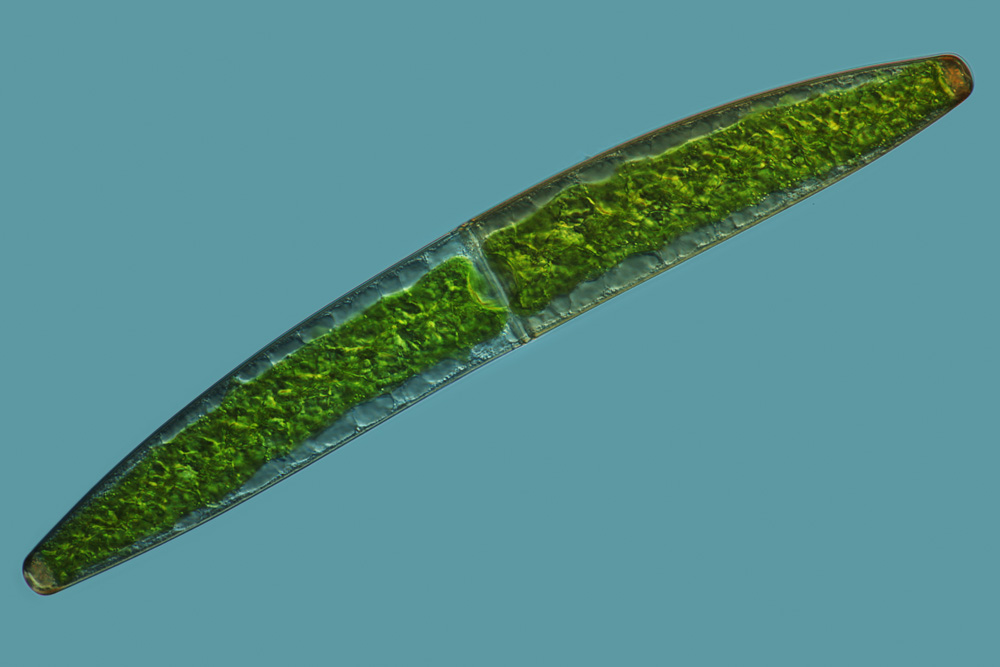
Closterium sp.

Closterium ist eine Algengattung aus der Gruppe der Zieralgen (Desmidiales), die rund 300 Arten umfasst.

## Merkmale
Closterium sind einzellige und unbegeißelte Algen. Die Zellen sind meist gebogen, selten gerade. Sie sind nicht abgeflacht, haben daher einen runden Querschnitt, und sie haben keine zentrale Einschnürung (Sinus). Sie besitzen zwei Chloroplasten, die im Querschnitt sternförmig sind, in der Seitenansicht sind Längsleisten sichtbar sowie die zentral angeordneten Pyrenoide. Der Zellkern sitzt im Zentrum der Zelle. Die Vakuolen sitzen an den beiden Zellenden und enthalten Kristalle, die aufgrund der Brownschen Molekularbewegung zitternde Bewegungen ausführen. An den Zellenden können die Algen durch Poren Schleim ausscheiden, der der Kriechbewegung der Zellen dient. Die Zellwände weisen Ornamente auf: Streifen, Punktierungen, nie aber Stacheln oder Warzen. Bei einigen Arten befinden sich in der Zellmitte zylindrische Segmente, die Gürtelbänder.
Die ungeschlechtliche Fortpflanzung erfolgt durch die für Zieralgen typische Weise. Die geschlechtliche Fortpflanzung erfolgt über Konjugation. Pro Zelle werden ein bis zwei Gameten gebildet. Die Zygoten haben eine glatte, seltener eine warzige Oberfläche. Sie sind kugelförmig, rechteckig oder elliptisch, die alten Zellwände hängen häufig noch an der Zygote. Die Keimung der Zygote erfolgt unter Reduktionsteilung.
Die Zellen sind je nach Art zwischen 25 und 900 Mikrometer lang und haben einen Durchmesser von 5 bis 100 Mikrometer. Die Arten unterscheiden sich durch die Zellform, das Vorhandensein oder Fehlen von Gürtelbändern, die Anzahl von Gameten, die Form und Oberfläche der Zygote und die Anordnung bzw. Zahl der Pyrenoide.

## Verbreitung
Die Gattung ist weltweit verbreitet (kosmopolitisch). Die Arten leben benthisch oder im Plankton, meist in stehenden, oligotrophen bis eutrophen Gewässern. Häufig sind sie in Mooren anzutreffen.

## Vertreter
In Mitteleuropa häufig auftretende Arten sind:
- Säbelalge (Closterium acerosum)
- Große Mondalge (Closterium ehrenbergii)
- Bogen-Spindelalge (Closterium kuetzingii)
- Kleine Mondalge (Closterium leibleinii)
- See-Spindelalge (Closterium limneticum)
- „Möndchen“ (Closterium lunula)
- Mondsichel (Closterium moniliferum)
- Spindelalge (Closterium pronum)
- Streifen-Spindelalge (Closterium striolatum)

## Belege
- Karl-Heinz Linne von Berg, Michael Melkonian u. a.: Der Kosmos-Algenführer. Die wichtigsten Süßwasseralgen im Mikroskop. Kosmos, Stuttgart 2004, ISBN 3-440-09719-6, S. 116.